# Liptena eukrinaria
Liptena eukrinaria är en fjärilsart som beskrevs av George Thomas Bethune-Baker 1926. Liptena eukrinaria ingår i släktet Liptena och familjen juvelvingar. Inga underarter finns listade i Catalogue of Life.